# Terekeka
Terekeka is een stad in Central Equatoria in Zuid-Soedan. Het is zowat de hoofdplaats van het volk van de Moendari. Terekeka ligt aan de linker- of westoever van de Nijl zo'n 75 km ten noorden van Juba.